# 劳动街道
劳动街道是中华人民共和国湖北省武汉市江岸区下辖的一个街道办事处。

## 行政区划
劳动街道下辖以下村级行政区划单位：
三合社区、湖边坊社区、苗栗社区、光华路社区、澳门路社区、艺苑社区、通院社区、解放社区、惠中社区、花惠社区、公园社区和赵家条社区。